# Stellaria decumbens
Stellaria decumbens är en nejlikväxtart som beskrevs av Michael Pakenham Edgeworth. Stellaria decumbens ingår i släktet stjärnblommor, och familjen nejlikväxter. Utöver nominatformen finns också underarten S. d. arenarioides.